# Reilingen
Reilingen è un comune tedesco di 7 103 abitanti, situato nel land del Baden-Württemberg.

## Amministrazione

### Gemellaggi
- Jargeau
- Mezzago